# Alexânia
Alexânia é um município brasileiro do interior do estado de Goiás, Região Centro-Oeste do país. Sua população segundo o IBGE - Censo 2022 é de 27.008 habitantes.
Alexânia foi construída às margens da BR-060, que liga as cidades de Brasília, Goiânia e Anápolis. Começou a povoar-se no ano de 1957, ligado a construção de Brasília.

## História

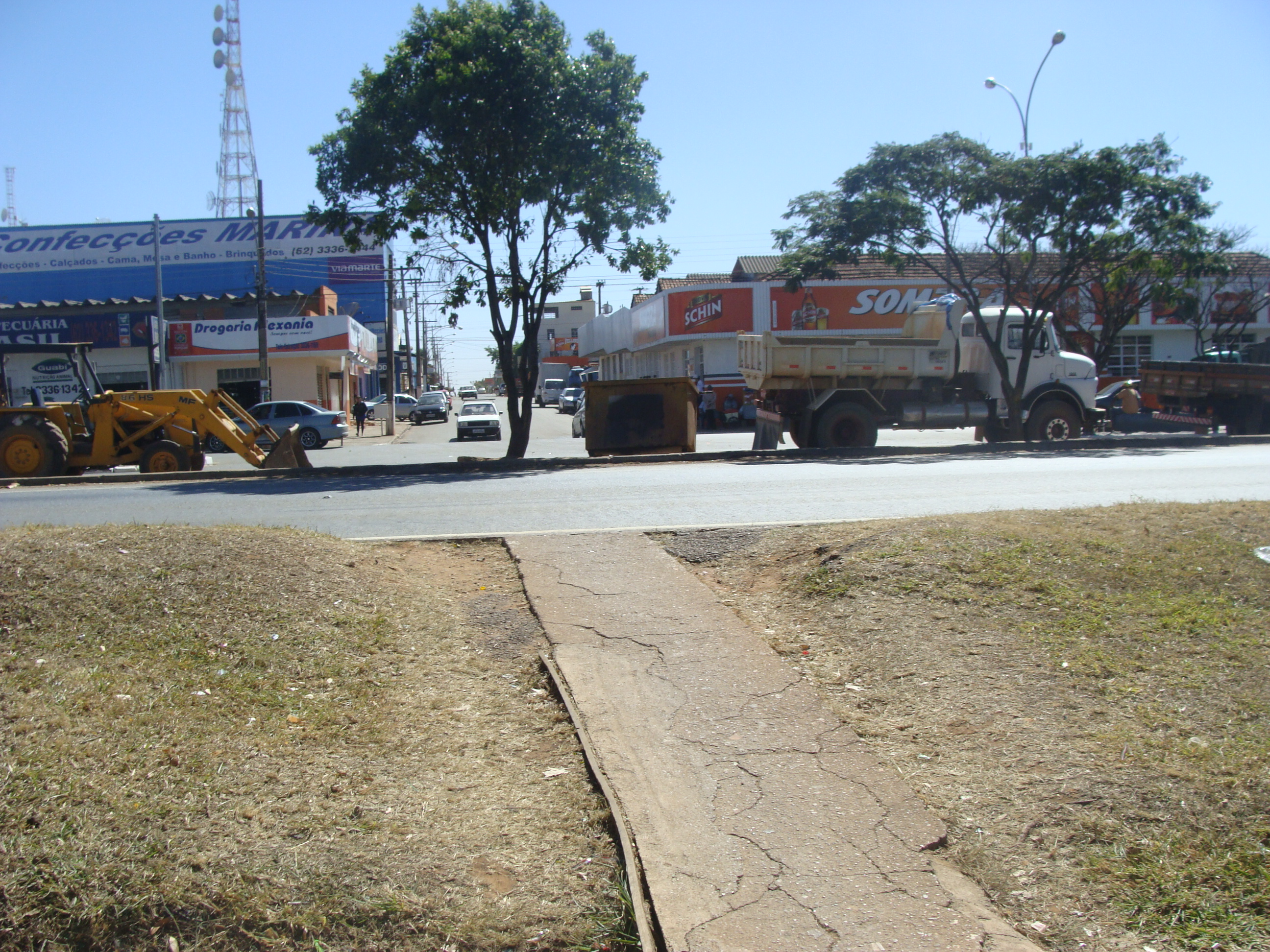
Travessia da BR-060, onde Alexânia foi desenvolvida.

A fundação de Alexânia está ligada a construção de Brasília. O povoamento planejado iniciou-se em abril de 1957, quando da inscrição de seu loteamento o consequente construção das primeiras moradias.
Com advento de Brasília, as condições de desenvolvimento comercial, imobiliário e industrial despertaram o interesse geral para a formação do núcleo urbano, ás margens da BR-060 entre Anápolis e a nova capital, numa posição privilegiada, topograficamente, além do excelente clima da região.
Conforme o plano de edificação elaborado, foram feitos levantamentos, aerofotogramétricos, climatológicos, hidrográficos e de solubidade, procedendo-se como incentivo, a distribuição gratuidades de lotes residenciais, com prazo estipulado para construção.
Inicialmente, era para ser chamada de Olhos D'Água, pois sua fundação foi oriunda do povoado deste nome. A Câmara Municipal de Corumbá de Goiás, Município administrador da região, colocou em votação o nome que levaria a nova cidade, entre eles Nova Flórida, indicado por um dos fundadores da cidade, o professor Nelson Santos, que tinha residência na cidade norte americana de mesmo nome; Olhos D'Água, como já citado, e Alexânia, em homenagem a um outro fundador Alex Abdallah. Reza a Lenda, que os vereadores fizeram votação secreta, e aclamaram pelo nome de Alexânia, para surpresa da população.

## Economia
Se nos tempos da inauguração a zona urbana de Alexânia ainda não conseguia ter vida própria, foi na zona rural que a economia do município começou a se firmar. Segundo os mais antigos moradores, Brasília nunca conseguiu produzir todos alimentos que o grande mercado consumidor necessitava, assim, desde o início, foram os municípios do entorno que abasteceram a capital federal. E Alexânia, por conta do fácil acesso, e sua terra fértil, saiu na frente.
Hoje, os setores industrial e de serviços ganharam destaque na economia local, estando entre os mais pujantes do entorno do Distrito Federal.
Com localização privilegiada, cortada pela BR-060 e integrante do eixo Goiânia-Anápolis-Brasília, em 2003 foi inaugurada em Alexânia uma grande fábrica da cervejaria Schincariol (posteriormente foi adquirida pelo grupo Brasil Kirin e hoje pertence à Heineken), mudando completamente a expectativa econômica da cidade. O investimento milionário gerou centenas de empregos. Isso alavancou a construção do Distrito Industrial de Alexânia - DIAL na região, alguns anos depois.
A inauguração da usina hidrelétrica Corumbá IV, em 2006, também possuiu grande impacto econômico em toda a região de Alexânia. O município, antes cortado pelo Rio Corumbá, passou a ser margeado por um grande lago, que hoje é grande gerador de renda na área do turismo, atraindo pessoas de todas a região por sua beleza.
No ano de 2012 foi inaugurado o Outlet Premium Brasília no município, segundo empreendimento brasileiro com esse padrão. Com mais de 80 lojas instaladas, o estacionamento para 2.000 veículos fica completamente lotado nos dias de maior movimento.
A mais recente novidade de Alexânia é a construção de um resort. A Rede Tauá de Resorts, uma das maiores dos país, vai construir um complexo turístico com 400 apartamentos no município, cuja primeira fase deve ser concluída em 2019, consolidando de uma vez por todas a economia de um dos municípios goianos que mais tem se desenvolvido nos últimos anos.
Em março de 2017 a Segplan realizou o Diagnóstico da Gestão Municipal (DGM) e levantou uma série de aspectos sobre o município (DGM - Alexânia).

## Geografia
A área do município é de 873,893 km², representando 0,25% do estado de Goiás, 0,053% da Região Centro-Oeste do Brasil e 0,01% de todo o território brasileiro. Situa-se a 16°04'55" de latitude sul e 48°30'25" de longitude oeste e está a uma distância de 119 quilômetros a oeste da capital goiana, Goiânia. Seus municípios limítrofes são Corumbá de Goiás a noroeste, Santo Antônio do Descoberto a leste, Luziânia a sudeste e Abadiânia a sul. De acordo com a divisão do Instituto Brasileiro de Geografia e Estatística vigente desde 2017, o município pertence às Regiões Geográficas Intermediária de Goiânia e Imediata de Anápolis. Até então, com a vigência das divisões em microrregiões e mesorregiões, o município fazia parte da microrregião do Entorno do Distrito Federal, que por sua vez estava incluída na mesorregião do Leste Goiano.

### Hidrografia
O município faz parte da sub-bacia do Alto Corumbá que, por sua vez, está inserida na Bacia do Tocantins-Araguaia. A demanda de água gira em torno de 61 litros por segundo, e a captação e tratamento no município são realizados pela Companhia Saneamento de Goiás (Saneago), na estação de tratamento de água da cidade. O abastecimento é realizado pelo Ribeirão Cachoeira e pelos Poços Alexânia.

### Clima
O clima alexaniense é caracterizado como tropical com estação seca (Aw segundo classificação climática de Köppen-Geiger).
| Dados climatológicos para Alexânia | Dados climatológicos para Alexânia | Dados climatológicos para Alexânia | Dados climatológicos para Alexânia | Dados climatológicos para Alexânia | Dados climatológicos para Alexânia | Dados climatológicos para Alexânia | Dados climatológicos para Alexânia | Dados climatológicos para Alexânia | Dados climatológicos para Alexânia | Dados climatológicos para Alexânia | Dados climatológicos para Alexânia | Dados climatológicos para Alexânia | Dados climatológicos para Alexânia |
| Mês                                | Jan                                | Fev                                | Mar                                | Abr                                | Mai                                | Jun                                | Jul                                | Ago                                | Set                                | Out                                | Nov                                | Dez                                |                                    |
| ---------------------------------- | ---------------------------------- | ---------------------------------- | ---------------------------------- | ---------------------------------- | ---------------------------------- | ---------------------------------- | ---------------------------------- | ---------------------------------- | ---------------------------------- | ---------------------------------- | ---------------------------------- | ---------------------------------- | ---------------------------------- |
| Temperatura máxima média (°C)      | 26,8                               | 27                                 | 27,1                               | 26,7                               | 26                                 | 25,6                               | 26                                 | 27,6                               | 28,4                               | 27,5                               | 26,6                               | 26,6                               |                                    |
| Temperatura média (°C)             | 22,1                               | 22,2                               | 22,3                               | 21,7                               | 20,4                               | 19,5                               | 19,7                               | 21,5                               | 22,5                               | 22,5                               | 22                                 | 21,9                               |                                    |
| Temperatura mínima média (°C)      | 17,5                               | 17,5                               | 17,5                               | 16,7                               | 14,8                               | 13,5                               | 13,5                               | 15,3                               | 16,7                               | 17,5                               | 17,5                               | 17,2                               |                                    |
| Precipitação (mm)                  | 256                                | 185                                | 209                                | 112                                | 31                                 | 7                                  | 10                                 | 17                                 | 46                                 | 151                                | 197                                | 246                                |                                    |
| Fonte: Climate-Data.org            |                                    |                                    |                                    |                                    |                                    |                                    |                                    |                                    |                                    |                                    |                                    |                                    |                                    |

## Demografia
Em 2010, a população do município foi contada pelo Instituto Brasileiro de Geografia e Estatística (IBGE) em 23 814 habitantes, sendo que 12 010 habitantes eram do sexo masculino, correspondendo a 50,43%, enquanto 11 804 habitantes eram do sexo feminino, totalizando a 49,57% da população. Ainda segundo o censo brasileiro daquele ano, 19 676 pessoas viviam na zona urbana (82,62%), e 4 138 em zona rural (17,38%). De acordo com a estimativa para o ano de 2019, a população ampliou-se a 27 653 habitantes, sendo o 42º mais populoso de Goiás. Apresenta, consoante essa estimativa, uma densidade populacional de 28,09 habitantes por km².
Da população total em 2010, 6 404 habitantes (26,89%) tinham menos de 15 anos de idade, 15 717 habitantes (65,10%) tinham de 15 a 64 anos e 1 693 pessoas (7,11%) possuíam mais de 65 anos, sendo que a esperança de vida ao nascer era de 75,48 anos e a taxa de fecundidade total por mulher era de 2,4. O Índice de Desenvolvimento Humano Municipal (IDH-M) de Alexânia é considerado médio, segundo o Programa das Nações Unidas para o Desenvolvimento (PNUD) no ano de 2010. Seu valor era de 0,682, sendo então o 176º maior de todo o estado de Goiás. O coeficiente de Gini, que mede a desigualdade social, era de 0,46, sendo que 1,00 é o pior número e 0,00 é o melhor.
Em 2010, segundo dados do censo do IBGE daquele ano com a autodeclaração de cada alexaniense, a população era composta por 8 794 brancos (36,93%), 13 373 pardos (56,16%), 1 162 negros (4,88%), 453 amarelos (1,90%) e 32 indígenas (0,13%). Considerando-se a região de nascimento, 19 897 eram nascidos no Centro-Oeste (83,55%), 2 008 no Nordeste (8,43%), 1 166 no Sudeste (4,90%), 347 no Norte (1,46%) e 149 no Sul (0,63%). 17 891 habitantes eram naturais do estado de Goiás (75,13%) e, entre os 5 923 naturais de outras unidades da federação, Distrito Federal era a com maior presença, com 1 964 pessoas (8,25%), seguido por Minas Gerais, com 856 habitantes residentes no município (3,59%). De acordo com dados do censo de 2010, a população municipal está composta por católicos (67,05% do total), evangélicos (25,25%), pessoas sem religião (4,53%), espíritas (0,99%) e 2,18% divididos entre outras religiões.

## Política e administração
A administração municipal se dá pelos Poderes Executivo e Legislativo. O Executivo é exercido pelo prefeito, auxiliado pelo seu gabinete de secretários. O poder executivo do município de Alexânia é representado pelo prefeito, consoante determinação da Constituição Brasileira de 1988. Nas eleições municipais de 2020, o prefeito Allysson Silva Lima (PP) foi reeleito com 7 080 votos (47,78% dos votos válidos), sendo eleito como vice-prefeito o então vereador Matheus da Silva Ramos (PSDB). O Poder Legislativo, por sua vez, é constituído pela Câmara Municipal, composta por onze vereadores eleitos para mandatos de quatro anos. Com o resultado de 2020, há dois vereadores do Cidadania, dois vereadores do PP, um vereador do DEM, um vereador do PL, um vereador do PROS, um vereador do PSDB, um vereador do PSL, um vereador do PTB e um vereador do Solidariedade. Cabe à casa elaborar e votar leis fundamentais à administração e ao Executivo, especialmente o orçamento participativo, conhecido como Lei de Diretrizes Orçamentárias.
A cidade pertence à 34ª zona eleitoral do estado de Goiás e possuía, em maio de 2020, 19 248 eleitores, de acordo com o Tribunal Superior Eleitoral (TSE), o que representa 0,418% do eleitorado goiano.

## Infraestrutura

### Educação
Na área da educação, o Índice de Desenvolvimento da Educação Básica (IDEB) obtido por alunos do 5º ano das escolas públicas de Alexânia foi de 5,5 em 2017, enquanto que do 9º ano foi de 4,9 (numa escala de avaliação que vai de nota 1 a 10). Em 2010, 97% das crianças entre sete e 14 anos estavam matriculadas em instituições de ensino. O município contava, em 2018, com 5 167 matrículas nas instituições de educação infantil e ensinos fundamental e médio da cidade. O valor do Índice de Desenvolvimento Humano (IDH) da educação era de 0,568 no ano de 2010.

### Comunicações
O código de área (DDD) do município é 062 e o Código de Endereçamento Postal (CEP) da cidade vai de 72930-000 a 72939-999. O serviço postal é atendido por uma agência da Empresa Brasileira de Correios e Telégrafos, localizada no Centro. A cidade também é amplamente coberta pelo serviço de telefonia móvel 4G.